# Arszań-Zielmień
Arszań-Zielmień (ros. Аршань-Зельмень) – osiedle w Rosji, w Kałmucji, w rejonie sarpińskim. W 2010 liczyło 713 mieszkańców.